# USS William Jones (DD-308)
USS William Jones (DD-308), là một tàu khu trục lớp Clemson được Hải quân Hoa Kỳ chế tạo vào cuối Chiến tranh Thế giới thứ nhất. Nó là chiếc tàu chiến duy nhất của Hải quân Hoa Kỳ được đặt theo tên Bộ trưởng Hải quân William Jones (1760-1831). William Jones ngừng hoạt động năm 1930 và bị tháo dỡ năm 1932 nhằm tuân thủ quy định hạn chế vũ trang của Hiệp ước Hải quân London.

## Thiết kế và chế tạo
William Jones được đặt lườn vào ngày 2 tháng 10 năm 1918 tại xưởng tàu Union Iron Works của hãng Bethlehem Shipbuilding Corporation ở San Francisco, California. Nó được hạ thủy vào ngày 9 tháng 4 năm 1919, được đỡ đầu bởi bà Ernest P. McRitchie, phu nhân vị phụ tá kiến trúc hải quân của hãng Bethlehem; và được đưa ra hoạt động tại Xưởng hải quân Mare Island, Vallejo, California vào ngày 30 tháng 9 năm 1920 dưới quyền chỉ huy tạm thời của Thiếu tá Hải quân C. E. Rosendahl, cho đến khi Hạm trưởng, Thiếu tá Hải quân J. G. B. Gromer nhận quyền chỉ huy vào ngày 16 tháng 11.

## Lịch sử hoạt động
William Jones thoạt tiên được phân về Đội khu trục 34 thuộc Hải đội 2, Lực lượng Khu trục Hạm đội Thái Bình Dương, và đã hoạt động ngoài khơi vùng bờ Tây cùng với Trường Sĩ quan Kỹ thuật cho đến 10, 1921, trong khu vực trải rộng về phía Bắc đến Seattle, Washington và về phía Nam đến vùng kênh đào Panama. Nó được điều sang Hải đội Khu trục trực thuộc Hạm đội Chiến trận vào đầu năm 1922, và hoạt động cùng đơn vị này trong bảy năm tiếp theo. Nó tham gia các cuộc cơ động hạm đội, thực hành ngư lôi và tác xạ, và tập trận dọc theo bờ biển Thái Bình Dương trải dài từ Puget Sound, Washington cho đến vùng kênh đào Panama. Vào tháng 3 năm 1925, nó gia nhập cùng hạm đội cho cuộc tập trận Vấn đề Hạm đội V, trong đó nó hộ tống các đơn vị của Hạm đội Chiến trận ngoài khơi Baja California, khi chúng tiến hành cơ động theo kế hoạch để thực hành bảo vệ, tấn công và chiếm đóng vị trí được phòng thủ lỏng lẻo, và tiếp nhiên liệu ngoài biển.
Cuối mùa Hè đó, William Jones phục vụ như một trong những tàu canh phòng máy bay cho chuyến bay của các thủy phi cơ PN-9 từ lục địa đến Hawaii. Không có chiếc nào thực sự bay một mạch đến Hawaii do một loạt các sự cố. Chiếc PN-9 số 3 bị buộc phải hạ cánh trên biển do hỏng đường ống dẫn nhiên liệu; William Jones đã tìm thấy nó và đến trợ giúp, và sau đó kéo nó quay về cảng San Francisco vào ngày 1 tháng 9. Chiếc PN-9 số 1 do Trung tá Hải quân John Rodgers điều khiển cuối cùng cũng đến được Hawaii, sau khi đội bay của nó tháo vải từ một chiếc cánh để làm một cánh buồm, đưa chiếc thủy phi cơ nổi trên nước đến được Oahu.
Từ ngày 5 đến ngày 15 tháng 9, William Jones tham gia lễ hội kỷ niệm 75 năm San Francisco trước khi tiếp nối các hoạt động thường lệ dọc theo bờ Tây. Nó băng qua kênh đào Panama vào ngày 3 và 4 tháng 3 năm 1926 để tham gia cuộc cơ động hạm đội tại Đại Tây Dương, rồi viếng thăm nhiều cảng dọc bờ Đông Hoa Kỳ sau đó trước khi quay trở về vùng bờ Tây vào ngày 30 tháng 6, neo đậu tại San Diego, California. Nó thực hiện một chuyến đi huấn luyện quân nhân dự bị đến vùng biển Alaska từ ngày 7 đến ngày 21 tháng 7 năm 1928, ghé qua Ketchikan, Juneau và Sitka. Sau khi quay về San Diego, nó tham gia các cuộc thực hành chiến thuật ngoài khơi Point Loma, và sau đó trong cuộc cơ động phối hợp Hải-Lục quân ngoài khơi Port Angeles, Washington vào tháng 7 năm 1929.
William Jones đi đến San Diego vào cuối tháng 8 năm 1929, và ở trạng thái không hoạt động tại đây cho đến khi được cho xuất biên chế vào ngày 24 tháng 5 năm 1930. Tuân thủ theo các điều khoản hạn chế vũ trang của Hiệp ước Hải quân London, nó được cho rút tên khỏi danh sách Đăng bạ Hải quân vào ngày 13 tháng 8 năm 1930 và bị bán để tháo dỡ vào ngày 25 tháng 2 năm 1932.